# L'innaffiatore innaffiato
L'innaffiatore innaffiato (Le jardinier, secondo il titolo con cui figurava nella prima proiezione pubblica, o L'arroseur arrosé, titolo con cui è più conosciuto) è un film dei fratelli Auguste e Louis Lumière, compreso tra i dieci film che vennero proiettati al primo spettacolo pubblico di cinematografo del 28 dicembre 1895 al Salon indien du Grand Café di Boulevard des Capucins a Parigi.

## Storia e caratteristiche

Statua rappresentante il giardiniere del film nel Jardin de la Ville a la Ciotat

La prima proiezione ebbe luogo presso il Grand Café sul Boulevard des Capucines a Parigi. In quell'occasione vi fu la prima proiezione aperta al pubblico di una serie di brevi pellicole cinematografiche (parlare di cortometraggio in questo periodo è errato, non essendosi ancora affermato il lungometraggio) dei fratelli Lumière. Tra i dieci brevi film proposti L'innaffiatore innaffiato figurava come sesto.
È la prima pellicola cinematografica in cui vi è una "messa in scena" inequivocabile, con tanto di semplice trama: infatti i due protagonisti, François Clerc e il ragazzo Benoît Duval, sono dipendenti dei Lumière e in questo filmato interpretano delle parti, quindi possiamo considerarli rispettivamente come il primo attore e il primo attore bambino nella storia del cinema.
Si esce quindi dallo schema del documentario o della ripresa di un evento come furono le prime proiezioni dei fratelli Lumière, ovvero L'uscita dalle officine Lumière (Sortie des ouvriers de l'usine Lumière) oppure L'arrivo di un treno alla stazione di La Ciotat (L'arrivée d'un train à la Gare de la Ciotat) bensì una rappresentazione costruita e non semplicemente "fotografata". Inoltre è anche la prima commedia della storia del cinema, prototipo delle tante che ruoteranno attorno agli scherzi di un qualche "ragazzino dispettoso".
Si tratta di uno dei primi film a presentare un certo tipo di dialettica fra campo e fuori campo, dal momento che il ragazzo tenta di scappare al di fuori dell'inquadratura pur venendo prima acciuffato dall'innaffiatore. Il film dunque presenta quella che può essere definita come inquadratura centrifuga.
Secondo alcune fonti, il cortometraggio sarebbe ispirato a una storia illustrata dal titolo similare, L’arroseur di Hermann Vogel (1887), attribuendogli il ruolo di primo cinecomic della storia. In realtà, nei confronti dell'opera dei Lumiére sarebbe più corretto parlare di messa in scena di una nota gag piuttosto che dell’adattamento cinematografico di un fumetto. La storia illustrata, difatti, non solo non può definirsi fumetto ma vanta numerose versioni, precedenti a quella di Vogel.

## Trama
Il film dura circa 49 secondi ed esistono più versioni del medesimo soggetto, girate in momenti diversi, con lievi variazioni e ambientato a Lione.
Un giardiniere sta innaffiando le sue piante in un giardino: un ragazzo, senza farsi vedere, poggia il suo piede sul tubo dell'acqua bloccando l'afflusso verso la canna in fondo al tubo. Stranito, il giardiniere prova a guardare all'interno della canna cosa mai potrebbe bloccare l'afflusso, al che il giovane birbone molla il piede e "innaffia" il giardiniere. Il ragazzo scappa subito e viene rincorso e acciuffato. Nella versione più antica viene portato davanti alla cinepresa e sculacciato, girando intorno per far vedere bene l'azione agli spettatori; in una versione immediatamente successiva l'annaffiatore prende il ragazzo e gli molla un calcio nel sedere; poi, dopo averlo portato davanti alla cinepresa, lo innaffia con la stessa pompa d'acqua.

## Accoglienza
Georges Sadoul:
(Georges Sadoul, Storia del cinema mondiale, pp. 32-33.)
Gianni Rondolino:
(Gianni Rondolino, Manuale di storia del cinema, p. 16.)